# Handschrift 119
Handschrift 119 is een manuscript uit 1451. Het manuscript bevat drie verschillende teksten, waarvan de tekst Climax sive scala paradisi, geschreven door Johannes Climacus in de zesde of zevende eeuw, het belangrijkste deel vormt. De overige twee teksten zijn Sermo Clymachi ad pastorem, een preek met commentaar van Johannes van Raithu, en Vita Joannis Climaci. De drie teksten zijn alle drie religieuze teksten. Oorspronkelijk was dit manuscript in het bezit van het augustijnse Regulierenklooster in Utrecht, waar de kopiist van Hs. 119, Petrus Ricoldusi de Harderwijc (van Harderwijk), werkzaam was. Dit klooster zetelde in het huidige Tivolicomplex aan de Oudegracht. Tegenwoordig wordt het handschrift bewaard in de Universiteitsbibliotheek Utrecht. Het handschrift is te citeren als Universiteitsbibliotheek Utrecht Hs. 119 (4 E 14).

## Inhoud en geschiedenis van de teksten

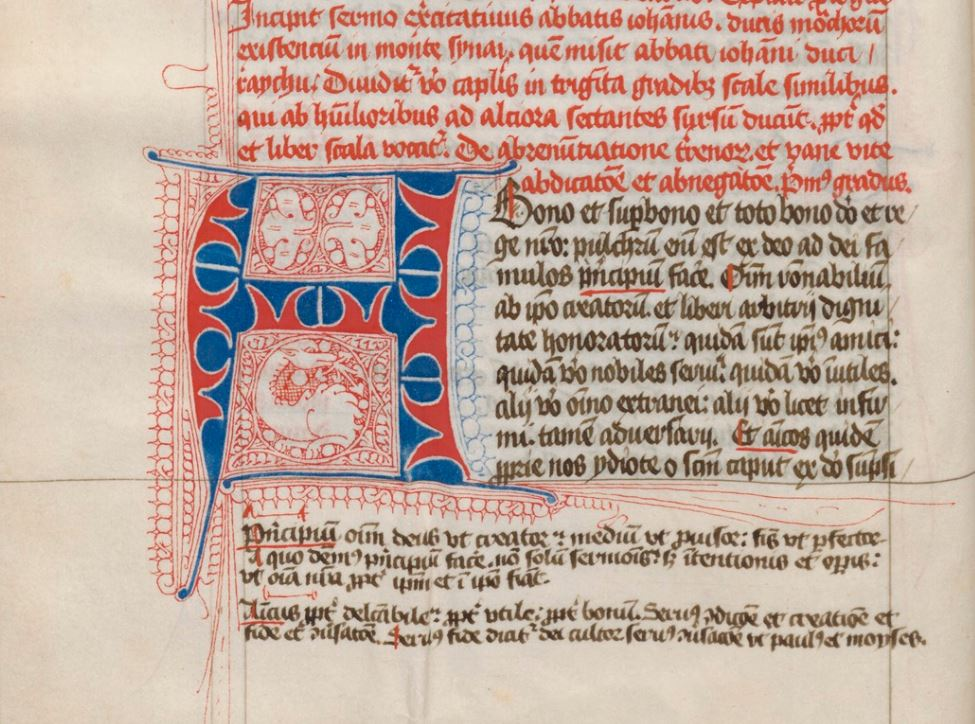
Begin van het eerste hoofdstuk van Climax sive scala paradisi van Johannes Climacus, met in de initiaal een Utrechts draakje

Het hoofdbestanddeel van het manuscript wordt gevormd door de tekst Climax sive scala paradisi, in het Nederlands bekend als de Paradijsladder of kortweg de Ladder, van Johannes Climacus. Johannes was een monnik die leefde in de zesde en zevende eeuw. Hij werd geboren in Syrië en overleed waarschijnlijk in het jaar 649 in de omgeving van de Sinaïberg. Ondanks het bestaan van een Vita van Johannes, die als derde tekst is opgenomen in dit manuscript, is er over zijn leven bijna niets bekend. Wel weet men dat Johannes er gedurende een lange tijd een ascetische levenswijze op nagehouden heeft. Na die tijd is hij abt geweest van het klooster Vatos, het latere Katharinaklooster, gelegen in de Sinaï. Waarschijnlijk heeft hij in deze periode de Scala paradisi geschreven. De opdracht voor het schrijven ontving Johannes Climacus van abt Johannes van Raithu, een ander klooster in de Sinaï. Hs. 119 bevat, nog voor aanvang van de bespreking van de dertig treden, de tekst van de brief waarin Johannes van Raithu de opdracht aan Johannes Climacus toebedeelde, en een brief met het antwoord van Johannes Climacus.
De Scala paradisi is in essentie een morele en ascetische verhandeling. In dertig hoofdstukken, de dertig treden van de spreekwoordelijke ladder, bespreekt Johannes verschillende deugden en zonden die centraal dienen te staan in het leven van een monnik. Deugden die aan bod komen zijn onder meer bescheidenheid, eenvoud en het memento mori. Enkele zonden die door Johannes worden besproken zijn gulzigheid, gierigheid en trots. De tweede tekst die in Hs. 119 staat is Johannis Climaci Sermo ad pastorem cum commendatione Joannis abbatis Raychii , een brief van Johannes Climacus aan Johannes van Raithu met daarin de belangrijkste punten uit de Scala paradisi. Het manuscript besluit met de eerdergenoemde Vita van Johannes Climacus, de Vita Joannis Climaci auctore Daniele monacho Raychii, geschreven door de monnik Daniel van Raithu. Daniel beweert in de tekst een tijdgenoot van Johannes Climacus te zijn, maar een precieze datering van de Vita is niet te geven. In de Vita idealiseert Daniel het leven van Johannes. Zijn leven dient als paradigma, een model voor hoe het leven van een monnik behoort te zijn.
In de loop der eeuwen is de Scala paradisi, die door Johannes Climacus in het Grieks werd geschreven, honderden keren gekopieerd. Alleen al in het Grieks zijn er meer dan zevenhonderd handgeschreven kopieën bekend. De Scala paradisi was gedurende de middeleeuwen voornamelijk populair in oostelijke christelijke regio’s. Het werk werd al snel vertaald naar onder andere het Syrisch, Arabisch, Armeens, Russisch en Roemeens. Desondanks bleven vertalingen in westelijkere gebieden uit. Pas rond het jaar 1300 werd de Scala paradisi voor het eerst vertaald naar het Latijn. Dit werd gedaan door de Italiaan Angelo da Clareno. Clareno’s vertaling verspreidde zich snel over Europa en had aan het eind van de veertiende eeuw de Lage Landen bereikt. In de loop der tijd werden er meer vertalingen van de Scala paradisi gemaakt, waarvan de vertaling van de Italiaanse humanist Ambrogio Traversari uit 1419 de bekendste is. De verspreiding van meerdere vertalingen leidde ertoe dat in kopieën verschillende vertalingen met elkaar vermengd raakten. Het is vooralsnog niet bekend welke vertaling aan de basis heeft gestaan voor het door Petrus Ricoldi gekopieerde Hs. 119.

## Beschrijving van het handschrift
Het handschrift is ingebonden in een boekband, bestaande uit twee met leer overtrokken houten platten. In het leer is een motief aangebracht. Het valt op dat de kaft is gerestaureerd, wat te zien is aan het kleurverschil tussen de rugzijde en de voorkant van het boek. Het boekwerk bestaat uit 114 folio’s (en twee schutbladen), gemaakt van perkament. Het is opgebouwd uit vijftien katernen, de meeste van elk acht bladen. Alle folio’s zijn nog in het boekwerk aanwezig.
Het handschrift bevat geen inhoudsopgave. Desondanks is het voor de lezer eenvoudig om door de tekst te navigeren. Aan de bovenzijde van elke pagina staat namelijk vermeld bij welke tekst men zich bevindt. Aan de bovenkant van elke folio van de Scala paradisi staat op de verso het woord gradus, wat stap betekent, en op de recto het nummer van de betreffende trede vermeld.

### Schrift en decoratie

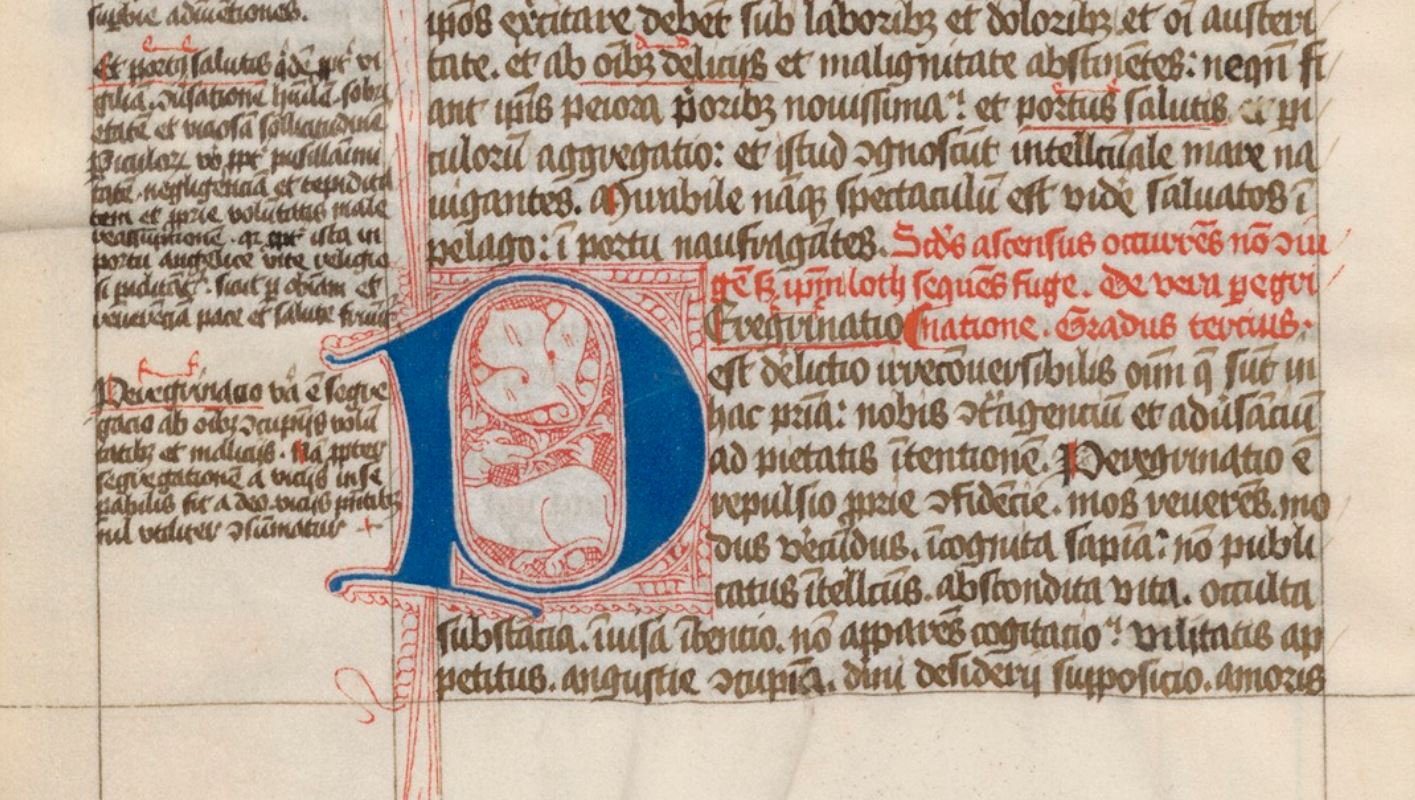
Begin van de 14e "trede" van de Scala paradisi met in de initiaal een Utrechts draakje. In de marge staan de commentaren

De tekst is geschreven in een Gotische hybrida. Er is een groot verschil waarneembaar in de kleur van de inkt in het handschrift. De inkt aan het begin van het boek is bruin, waar het in de loop van het boek overgaat in zwart. Het manuscript is op een aantal manieren gedecoreerd. Er zijn geen miniaturen in te vinden, maar elke nieuwe alinea begint met een gedecoreerd initiaal. Deze initialen zijn rood of blauw, het penwerk eromheen paars of rood. Aan het begin van elk nieuw hoofdstuk is de initiaal meer uitgebreid versierd. Enkele van deze grotere initialen (fol. 2v, 7v, 42v en 93r)  zijn gedecoreerd met dierenfiguren, die Utrechtse draakjes worden genoemd. Al het penwerk is uitgevoerd in de zogenaamde ‘stijl met de fijne takjes’. Ook in de lopende tekst zijn nieuwe alinea’s extra benadrukt, door de initiaal in rode of blauwe inkt te schrijven. Daarnaast zijn de rubrieken ook in rode inkt geschreven. Door het hele handschrift heen zijn marginale aantekeningen aangebracht. Veruit de meeste aantekeningen zijn te vinden bij de Scala paradisi.